# Observatório Naval dos Estados Unidos
O Observatório Naval dos Estados Unidos (em inglês:  United States Naval Observatory ou USNO) é uma das agências científicas mais antigas dos Estados Unidos. Ele está localizado no quadrante noroeste de Washington D.C. e é um dos poucos observatórios localizados em uma área urbana. Quando foi construído se encontrava longe da poluição luminosa gerada por aquilo que era então uma cidade pequena.

## História
Foi inaugurado em 1830 sob o nome de Depot of Charts and Instruments (Depósito de cartas náuticas e instrumentos). Em 1842 ele se tornou um observatório nacional, graças à lei federal. O projeto foi atribuído a James Melville Gilliss.
A missão principal do observatório era cuidar dos cronômetros, das cartas de navegação e de outros objetos de navegação da Marinha dos Estados Unidos. Calibraram os cronômetros dos barcos medindo o tempo de trânsito das estrelas através do meridiano. Embora inicialmente ele se encontrava no centro da cidade de Foggy Bottom (próximo à Kennedy Center), o Observatório mudou-se, em 1893, para a avenida Massachusetts, por alguns motivos.
O primeiro superintendente foi o comandante da marinha Matthew Fontaine Maury.